# Без гребло
„Без гребло“ (на английски: Without a Paddle) е американски комедиен филм от 2004 г. на режисьора Стивън Брил, по сценарий на Джей Леджет и Мич Рус, и по сюжета на Харис Голдбърг, Том Нърсал и Фред Улф. Във филма участват Сет Грийн, Матю Лилард, Дакс Шепард, Итън Супли, Ейбрахам Бенруби, Рейчъл Бланчард, Кристина Мур, Бони Съмървил, Рей Бейкър и Бърт Рейнолдс.